# Chantemelle
Cet article possède un paronyme, voir Chantemerle.
Chantemelle (lorrain : Tchantmiele, luxembourgeois : Schântmiël) est une section et un village de la commune belge d'Étalle située en Gaume, en Région wallonne dans la province de Luxembourg.

## Démographie
- Source : INS recensements population.

## Patrimoine et culture

### Patrimoine architectural et sites
Une réserve naturelle est située sur le territoire de la localité : le marais de Chantemelle.
Il y pousse un tilleul sur la place Saint-Michel, classé, ainsi que 36 tilleuls formant une allée, classée elle aussi.